# Hasselt
Hasselt (nizozemski izgovor: [ˈɦɑsəlt]) je flamanski grad i općina, glavni i najveći grad pokrajine Limburg u flamanskoj regiji Belgije. Općina Hasselt uključuje izvorni grad Hasselt, te stare komune Lambrechts-Herk, Wimmertingen, Kermt, Spalbeek, Kuringen, Stokrooie, Stevoort i Runkst, kao i zaseoke i župe Kiewit, Godsheide i Rapertingen.
Na dan 31. prosinca 2007. godine, Hasselt je imao 71.520 stanovnika (34.951 muškarac i 36.569 žena). I rijeka Demer i kanal Albert prolaze kroz općinu. Hasselt se nalazi između regije Campine, sjeverno od rijeke Demer i regije Hesbaye, na jugu. U većem obimu, nalazi se i u euroregiji Meuse-Rhine.

## Vanjske poveznice
Vodič: Hasselt na Wikivoyageu
- Službena web stranica